# Argyra diaphana
Argyra diaphana är en tvåvingeart som först beskrevs av Fabricius 1775.  Argyra diaphana ingår i släktet Argyra och familjen styltflugor. Arten är reproducerande i Sverige. Inga underarter finns listade i Catalogue of Life.